# As Pupilas do Senhor Reitor (1961)
As Pupilas do Senhor Reitor é mais uma versão cinematográfica da obra homônima de Júlio Dinis. É uma produção portuguesa de 1961 dirigida por Perdigão Queiroga, co-autor do roteiro com Amadeu do Vale, Manuel Moutinho Múrias (pseudónimo de Manuel Maria Múrias, n. 1928), Miguel Torres de Andrade, Raul de Carvalho e o brasileiro Anselmo Duarte, que encabeça o elenco.

## Sinopse
Margarida (Marisa Prado) e Clara (Isabel de Castro) são duas órfãs protegidas pelo Reitor (Araújo Silva) de uma pequena aldeia. Pedro (Américo Coimbra), filho de José das Dornas (Raul de Carvalho), é noivo de Clara, a mais nova das irmãs. Seu irmão Daniel (Anselmo Duarte), volta para a aldeia, depois de formado em medicina, fazendo concorrência ao velho médico Dr. João Semana (Humberto Madeira). Margarida, professora dedicada, ama Daniel em segredo, sofrendo porque o interesse dele é por Clara, que é volúvel e superficial. Os comentários correm a aldeia, até que Pedro descobre seu irmão com uma mulher que ele supõe ser Clara, mas que Margarida ocupa o lugar para evitar problemas. Os aldeões recusam-se a mandar as crianças para a escola de Margarida. Somente Clara, Daniel e o velho Reitor sabem da verdade. Daniel, para remediar a situação, pede Margarida em casamento, mas ela recusa. Ele então abandona a aldeia para tentar a vida no Brasil. Clara, recuperada de suas atitudes, dedica-se a Pedro e envida todos os esforços para que Daniel e Margarida se unam.

## Elenco
- Marisa Prado - Margarida
- Anselmo Duarte - Daniel das Dornas
- Isabel de Castro - Clara
- Américo Coimbra Pedro das Dornas
- Maria do Carmo - Margarida (jovem)
- Araújo Silva - Sr. Reitor
- Alina Vaz - Francisquinha (Francisca Esquina)
- Eugénio Salvador - Ezequiel
- Elvira Velez - Tereza Esquina
- António Silva - João da Esquina
- Maria Cristina - Joana
- Humberto Madeira - Dr. João Semana
- Raul Solnado - Sacristão
- Raul de Carvalho - José das Dornas
- João Guedes

## Ligações Externas
As Pupilas Do Senhor Reitor No Site Cinemateca Brasileira Do Ministério da Cultura